# Roure (Turyn)
Roure – miejscowość i gmina we Włoszech, w regionie Piemont, w prowincji Turyn.
Według danych na rok 2004 gminę zamieszkiwało 966 osób, 16,4 os./km².